# José María Andía
José María Andía fue un político peruano que ejerció como diputado entre 1845 y 1848. 
En 1842 constituyó la segunda compañía minera para la explotación de las minas de Caylloma junto con José Coupelón y Francisco de Paula Carrera.
Fue diputado de la República del Perú por la provincia de Canas entre 1845 y 1848 durante el primer gobierno de Ramón Castilla. Durante su mandato fue parte de la Comisión Diplomática de la Cámara de Diputados. En 1849 ocupó el cargo de prefecto de la provincia de Islay.
En 1866 fue vocal del Tribunal de Cuentas de Lima. En 1883, luego de la guerra con Chile, integró la comisión investigadora y calificadora creada por el gobierno de Miguel Iglesias para fiscalizar a los funcionarios que manejaron fondos fiscales durante la guerra.